# Jerry Portnoy
Jerry Portnoy, nascido em 25 de novembro de 1943 em Chicago, Illinois, é um músico estadounidense de blues famoso por ter tocado harmônica nas bandas de Muddy Waters e Eric Clapton.

## Biografia
Portnoy cresceu em Chicago e conta que a primeira vez que escutou blues foi na frente da loja de tapetes de seu pai no mercado da Maxwell Street no final da década de 1940. A Maxwell Street era uma mecca para músicos de blues que tocavam nas ruas por gorjetas. Little Walter, Jimmy Rogers, Johnny Young, Big Walter Horton e muitos outros começaram suas carreiras por lá.
Portnoy começou a se apresentar profissionalmente nos anos 70, fazendo turnês com a banda de Johnny Young. Dois anos mais tarde se separou de Johnny Young e começou a tocar na banda do guitarrista Johnny Littlejohn e mais tarde com o baterista Sam Lay. Por um tempo também foi membro da banda "da casa" no bar de Buddy Guy Checkboard Lounge. Foi contratado por Muddy Waters em maio de 1974 e participou das gravações dos discos "I'm ready", "Muddy Mississipi Waters Live" e "King Bee". Permaneceu na banda até junho de 1980 quando formou com outros membros da banda de Muddy Waters (Pinetop Perkins,  Willie "Big Eyes" Smith e Calvin "Fuzz" Jones) a Legendary Blues Band, com quem tocou até 1986, durante esse tempo lançaram em 1981 o disco Life of Ease e Red Hot and Blue dois anos mais tarde.
Depois de um breve hiato das turnês, retornou a música em 1987 quando Ronnie Earl o convidou a começar uma nova banda, que viria a ser a The Broadcasters. Em 1989 formou sua própria banda chamada Streamliners e lançou o disco Poison Kisses em 1991 (esse álbum foi relançado sob o nome Home run hitter com três faixas bônus). Nessa mesma época Eric Clapton convidou Portnoy a se juntar a sua all-star blues band para seis shows no Royal Albert Hall em Londres, depois dessa participação se juntou à banda de Eric Clapton em 1993 com quem permaneceu até 1996. Durante esse período a banda gravou o disco From the Cradle.
Em 1996 foi nomeado ao Grammy Award pelo seu trabalho com a Muddy Waters Tribute Band na gravação de You're Gonna Miss Me When I'm Dead and Gone. Em 1997 lançou um pacote educacional para gaita, o Jerry Portnoy's Blues Harmonica Masterclass. Em 2001 lançou seu segundo disco solo Down in the Mood Room.
Em 2014 se apresentou pela primeira vez no Brasil no Mississipi Delta Blues Festival em Caxias do Sul acompanhado pelo guitarrista Ricky "King" Russell.

## Discografia

### Álbuns solo
- 1991 Poison Kisses (com a banda Streamliners) - relançado sob o nome Home run hitter
- 2001 Down in the Mood Room

### com Muddy Waters
- 1978 I'm ready
- 1979 Muddy Mississipi Waters Live
- 1981 King Bee

### com Legendary Blues Band
- 1981 Life of Ease
- 1983 Red Hot and Blue

### com Eric Clapton
- 1994 From the Cradle